# Wilfried A. Hary

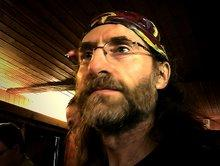
Wilfried A. Hary, vor 2010

Wilfried Antonius Hary (* 27. Oktober 1947 in St. Ingbert) ist ein deutscher Autor, der unter anderem die Pseudonyme W. A. Travers, Carsten Meurer und Erno Fischer verwendet. Er schreibt vor allem Science-Fiction, Phantastik, Dark Fantasy, Mystery, Horror, Thriller und Krimis. Hary gehört zu den Gründungsautoren der deutschen Science-Fiction-Romanserie Star Gate – Das Original.

## Leben
Hary studierte Sprecherziehung und durchlief danach eine Ausbildung als Journalist. 1971 debütierte er mit dem Science-Fiction-Roman Unternehmen Dunkelplanet (Zauberkreis-Verlag) unter dem Pseudonym W. A. Travers. Der erste Gruselroman erschien 1975: In den Klauen des Dämons (als W. A. Travers in der Serie Vampir-Horror Nr. 97, Verlag Pabel-Moewig). Anschließend war Hary für mehrere SF- und Grusel-Reihen tätig, zum Beispiel Gemini-SF (Kelter-Verlag), TERRA ASTRA (Pabel/Moewig), Erde 2000 (Wolfgang Marken Verlag), Die Terranauten (Bastei-Verlag). Zum Perry Rhodan-Ableger Atlan steuerte er ein Heft bei.
Nach eigenen Angaben veröffentlichte er über 500 Romane, außerdem einige Sachbücher zu den Themen Ernährung und Fitness, dazu zahlreiche Storys und Artikel u. a. für die Magazine Alt und Jung und Fantastisches Magazin SF-STAR.
Ab den 1990ern schrieb er Frauengruselromane beim Kelter-Verlag.
Seit 1986 ist W. A. Hary als Herausgeber und Verleger tätig. Nach eigenen Angaben bot er August 1986 Romane auf Disketten an. Das angebotene Produkt nannte er Discoman (ein Kunstwort aus Diskette und Roman). Zunächst erfolgte der Verkauf über ein Softwarehaus, später übernahm Hary selbst die Produktion und Auslieferung und verkaufte einige Zeit konkurrenzlos und recht erfolgreich. Inzwischen werden E-Books und Hörbücher der von ihm verlegten und zum Teil selbst geschriebenen Serien über viele gängige Plattformen vertrieben.
Seit 1998 publiziert Hary in seinem Verlag Hary-Production zudem Printmedien und Hörbücher, die sich nach eigenen Angaben inzwischen auf über 500 lieferbare Titel belaufen, meist aus den Bereichen Science Fiction, Dark Fantasy, Horror und Thriller, darunter die seit 1986 existierende deutsche Science-Fiction-Serie Star Gate – Das Original.